# Reidar Ødegaard
Pour les articles homonymes, voir Odegaard.
Reidar Ødegaard est un fondeur norvégien né le 24 novembre 1901 à Lillehammer et décédé le 11 avril 1972 dans la même ville.
Licencié au Lillehammer Skiklubb, Ødegaard remporte une médaille lors des Jeux olympiques d'hiver de 1928. 

## Palmarès
- Jeux olympiques d'hiver de 1928 à Saint-Moritz 
  -  Médaille de bronze sur 18 km.

- -  Médaille d'or en patrouille militaire par équipe (sport de démonstration).